# Jamesonia areniticola
Jamesonia areniticola là một loài dương xỉ trong họ Pteridaceae. Loài này được P.B. Schwartsburd & Labiak Christenh. mô tả khoa học đầu tiên năm 2011.